# 1, rue Sésame
1, rue Sésame (Sesame Street) est une émission de télévision éducative germano-franco-américaine pour la jeunesse, basée sur le format Sesame Street. Coproduite par TF1 et The Children's Television Workshop, l'émission est diffusée du 3 avril 1978 au 24 juin 1982, sur TF1.

## Historique

### Bonjour Sésame
En 1974, Jean-Louis Guillaud, directeur général de la troisième chaîne couleur de l'ORTF, confie à Christophe Izard l'adaptation pour la France de l'émission éducative américaine Sesame Street pour la rentrée 1974. L'émission s'appelle Bonjour Sésame, doit durer vingt minutes et alterne des scènes avec marionnettes en mousse sculptée et des scènes avec personnages réels.
Disposant de 13 minutes de Sesame Street et d'un documentaire animalier de quatre minutes de Pascale Breugnot, Christophe Izard doit trouver une idée pour combler les quatre minutes restantes. Entouré d'une équipe de quelques personnes, dont Yves Brunier, il crée alors la séquence de L'Île aux enfants, avec le personnage de Casimir.

### L'Île aux enfants
À partir du 6 janvier 1975, Bonjour Sésame cède la place à L'Île aux enfants, devenue une émission à part entière.
De janvier 1975 à 1976, des séquences de l'émission américaine, doublées en français, constituent un des deux modules de l'émission L'Île aux enfants sous le titre « Bonjour Sésame », l'autre module étant « L'Univers de Casimir ».
À partir de la rentrée 1976, L'Île aux enfants ne reprend plus les séquences de Sesame Street, mais est composée à 100 % de productions françaises pour former un programme complet de vingt minutes.

### 1, rue Sésame
Une seconde adaptation française, sous le nom de 1, rue Sésame, est produite et diffusée de 1978 à 1982 sur TF1. C'est un choix de raison, la chaîne préfère acheter le concept américain plutôt que de le laisser partir à la concurrence.

## Après 1, rue Sésame
En 1992, la version doublée reprend sous le titre Sésame, ouvre-toi sur FR3, puis laisse place en 2005 à une nouvelle adaptation : 5, rue Sésame sur France 5.

## Autres diffusions
Au Québec, la version doublée, Sésame, a été diffusée à partir de septembre 1975 sur Radio-Canada, et en Belgique à partir de septembre 1976 sur la RTB.

## Personnages principaux

### Marionnettes
Équipe française
- Toccata (Big Bird) : Lucien Morisse[9]
- Mordicus (Oscar the Grouch (en)) : Georges Mosca[9]
- Trépido l'escargot, personnage existant uniquement pour la France

Équipe américaine
- Macaron (Cookie Monster), monstre dévoreur de biscuits
- Ernest et Bart (Bert and Ernie en VO) : Jim Henson
- Kermit la grenouille (Kermit the Frog), animateur pédagogue et grenouille journaliste : Jim Henson
- Grover (en), gentil monstre filiforme
- Le Comte Vampirouette (Count von Count (en)), un vampire qui a la manie de compter tout ce qui se trouve à sa portée : Jerry Nelson
- Elmo, petit monstre au pelage rouge et nez orange : Caroll Spinney ou Jerry Nelson
- L'Horrible (Herry Monster (en))
- Gertrude (Prairie Dawn (en))
- Le Magicien (The Amazing Mumford)

### Personnages réels
- Maxime, l'épicier no 1 : Maxime Arcos
- Dominé, l'épicier no 2 : René Lafleur
- Odile, la vétérinaire : Edith Garnier
- Clémence, la gardienne de l'immeuble : Monique Tarbès
- Roger, son mari électricien : Roger Elcourt
- Rodrigue, un enfant : Rodrigue Mallet
- Fabienne, une enfant : Fabienne Dauvin

## Voix
- Jacques Ebner : Kermit la grenouille
- Henry Djanik : Bart
- Georges Atlas : Macaron / le comte Vampirouette
- Philippe Dumat : Ernest
- Jacques Deschamps : Hyacinthe / l'Horrible
- Francis Lax : Grover
- Georges Mosca : Mordicus
- Béatrice Delfe : Gertrude
- Serge Lhorca : voix secondaires